# Estación de Plaça del Centre
Plaça del Centre es una estación de la línea 3 del Metro de Barcelona situada debajo de la calle Berlín, entre las calles Vallespir i Comtes de Bell-lloc entre los distritos de Sants-Montjuïc y Les Corts de Barcelona.
La estación se inauguró en 1975 como parte de la Línea IIIB y con el nombre de Plaza del Centro. En 1982 con la reorganización de los números de líneas a la numeración arábiga y cambios de nombre de estaciones pasó a ser una estación de la línea 3 y cambió su nombre por la forma catalana Plaça del Centre.
| << cabecera        | < estación | línea | estación >    | cabecera >>   |
| ------------------ | ---------- | ----- | ------------- | ------------- |
| Metro              |            |       |               |               |
| Zona Universitaria | Les Corts  |       | Sants-Estació | Trinitat Nova |

- Datos: Q2127269
- Multimedia: Plaça del Centre metrostation / Q2127269